# Cosmophasis lami
Cosmophasis lami es una especie de araña saltarina del género Cosmophasis, de la familia Salticidae, orden Araneae.

## Distribución
Se distribuye por Japón, Singapur, Indonesia, Filipinas, Australia (islas Cocos). Introducido en Seychelles, Polinesia Francesa, Fiyi y Hawái.

## Taxonomía
Fue descrita por Berry, Beatty & Prószyński en 1997 y publicada en Berry, J. W., Beatty, J. A., & Prószyński, J. (1997). Salticidae of the Pacific Islands. II. Distribution of nine genera, with descriptions of eleven new species. Journal of Arachnology 25: 109-, 136.